# Huérmeda
Huérmeda  es una pedanía del municipio de Calatayud, en la provincia de Zaragoza.
Cuenta con una población de 93 habitantes (2013) 48 varones y 44 mujeres, y es cruzado por la carretera comarcal CV-601 y por el río Jalón, destaca la iglesia de San Gil y sus principales fiestas son las de San Paterno en septiembre.
Aguas abajo del río Jalón, tuvo fama antaño de ser un barrio de lavanderas, debido a que la mayoría de las mujeres allí residentes se dedicaban a tal menester. El casco urbano se asienta en la margen derecha del río, en la parte baja de la antigua Bilbilis. A la entrada del mismo, que tiene las características de un pueblo cualquiera, existe una fuente de aguas muy apreciadas. Frente, en el monte más alto que se levanta al otro lado del río, se encuentra la ermita de San Paterno, que llevó el Evangelio hasta estos lugares y al que Huérmeda tiene por patrono y profesa una gran devoción. La agricultura y la ganadería constituyen la principal fuente de riqueza de los habitantes de este barrio bilbilitano.
Localidad que geográficamente, y por su población, ha heredado los restos de la vieja ciudad romana de Bilbilis, que se asienta en el Cerro de Bámbola sobre este núcleo. En sus construcciones se incluyen con frecuencia sillares y materiales de su antecesora. Conserva, entre otros, un sarcófago liso.

## Galería de imágenes

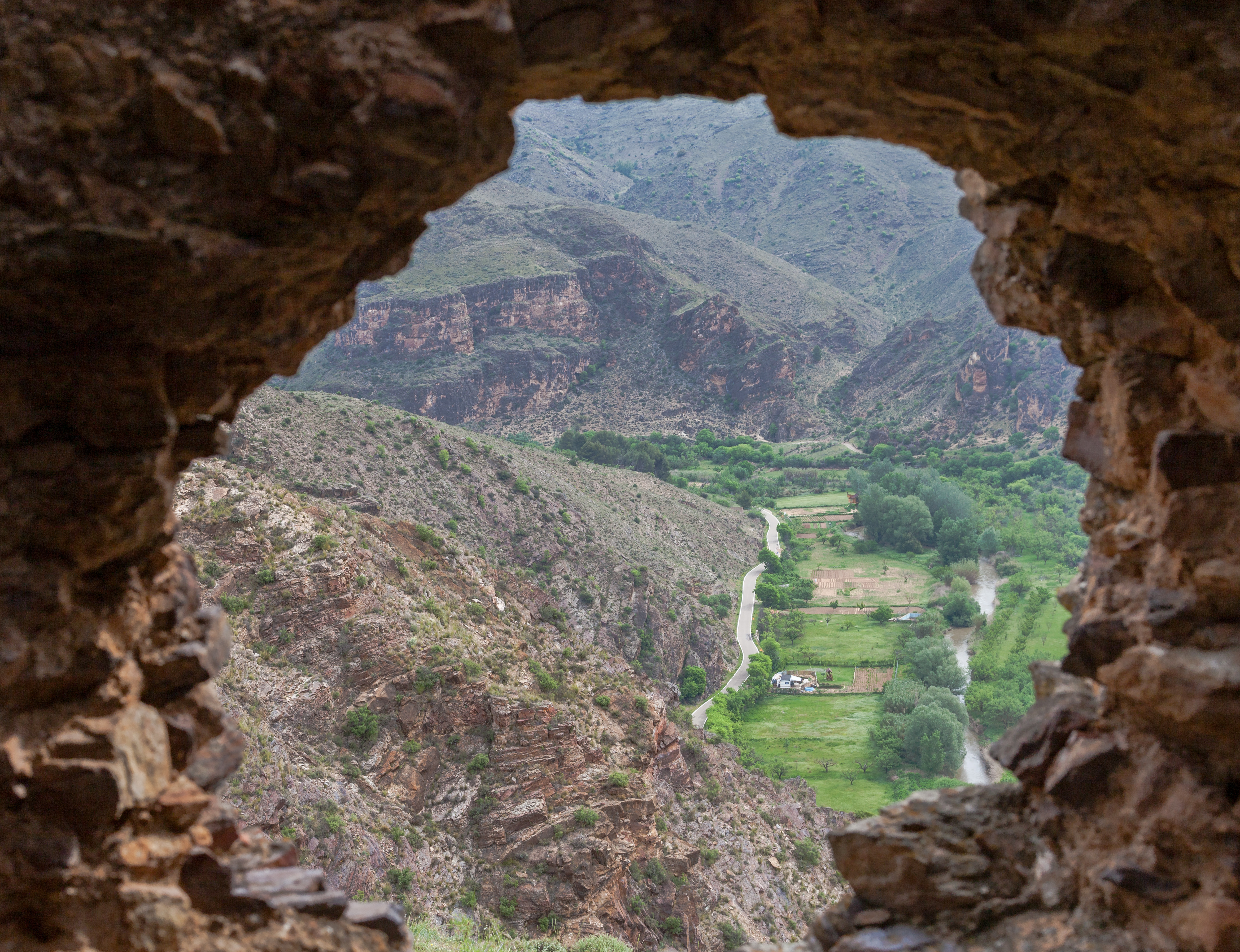
Vista de los huértos de Huérmeda desde el cerro de la Bámbola.
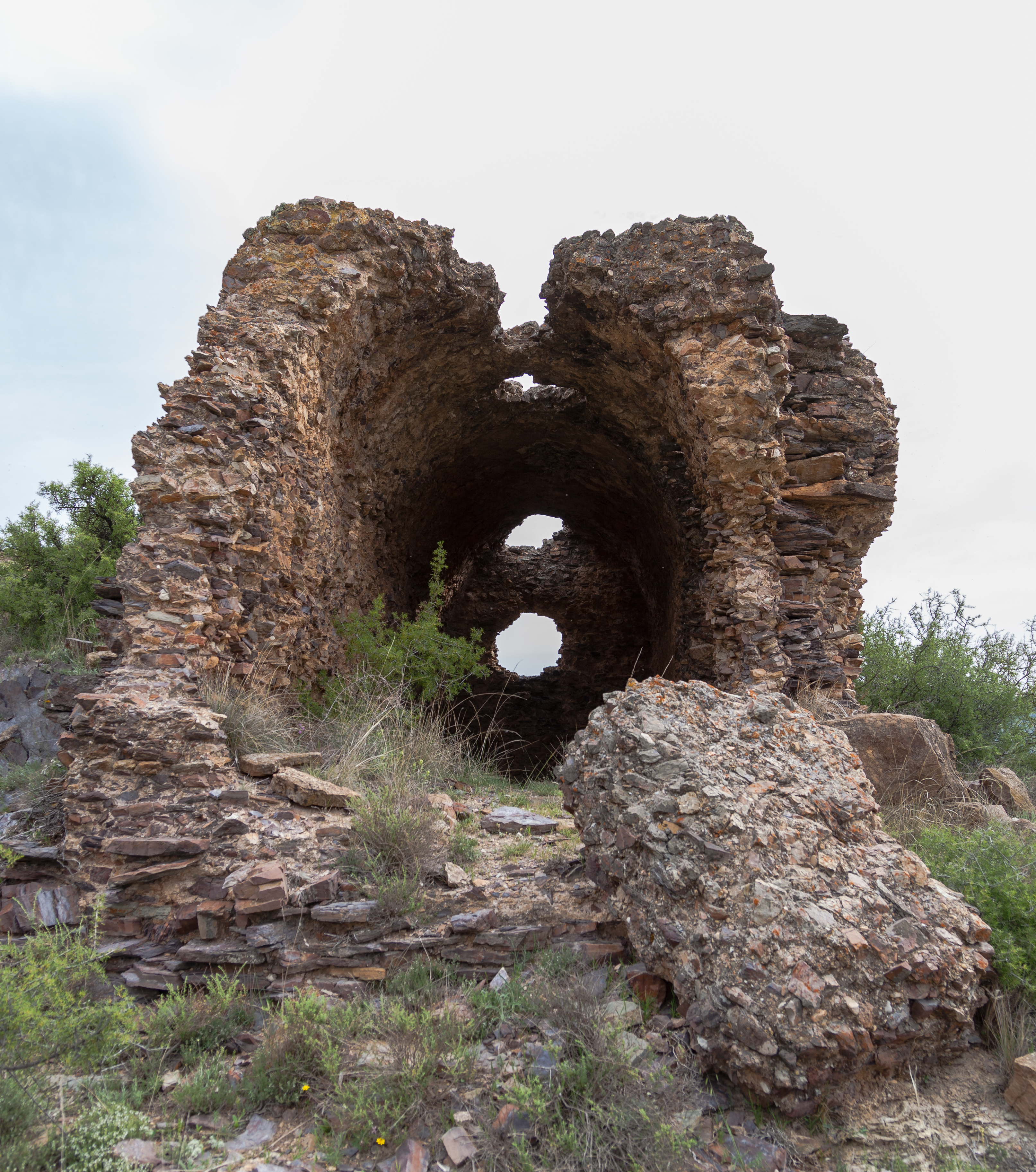
Cerro de Bámbola.
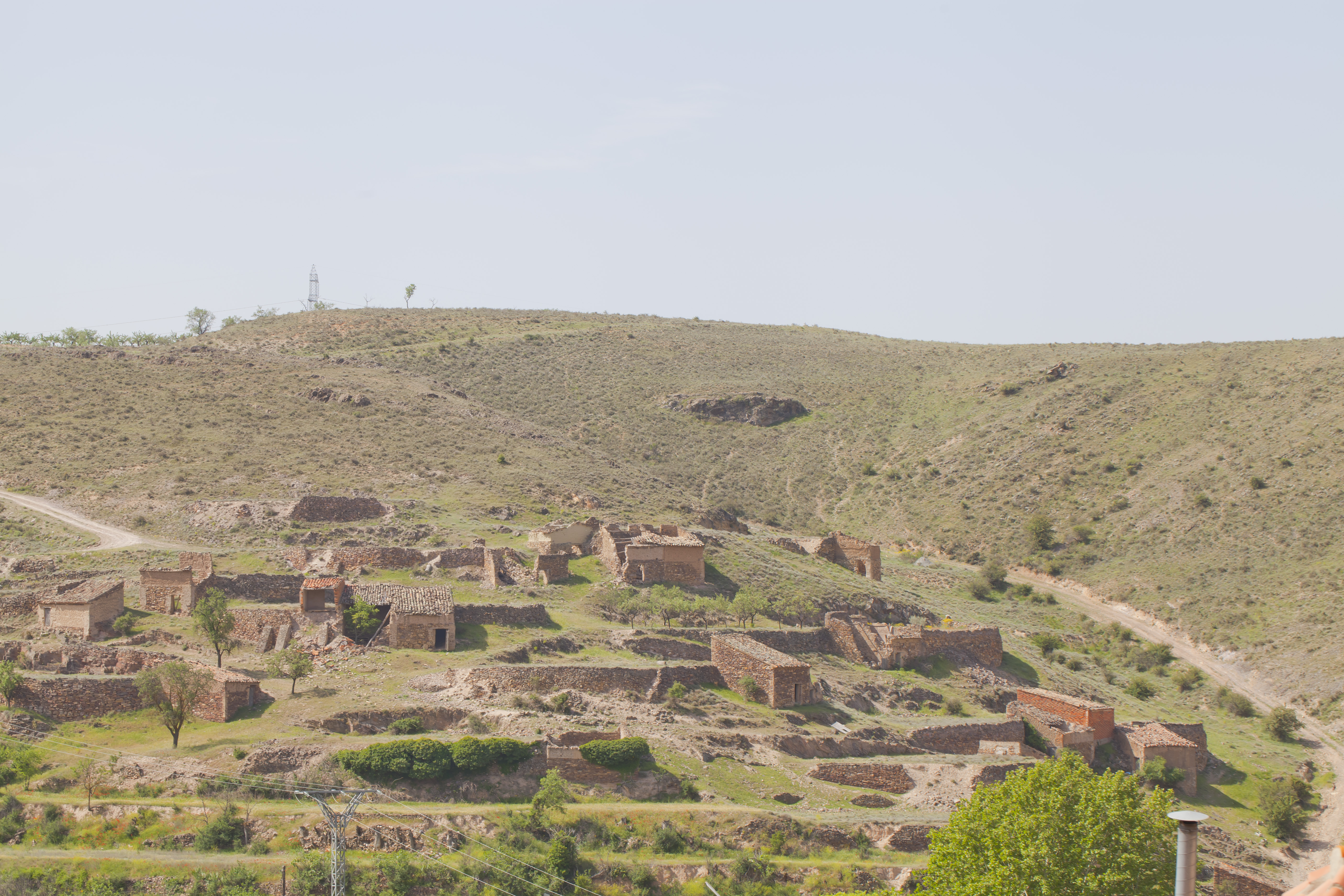
Corrales de ovejas en Huérmeda.
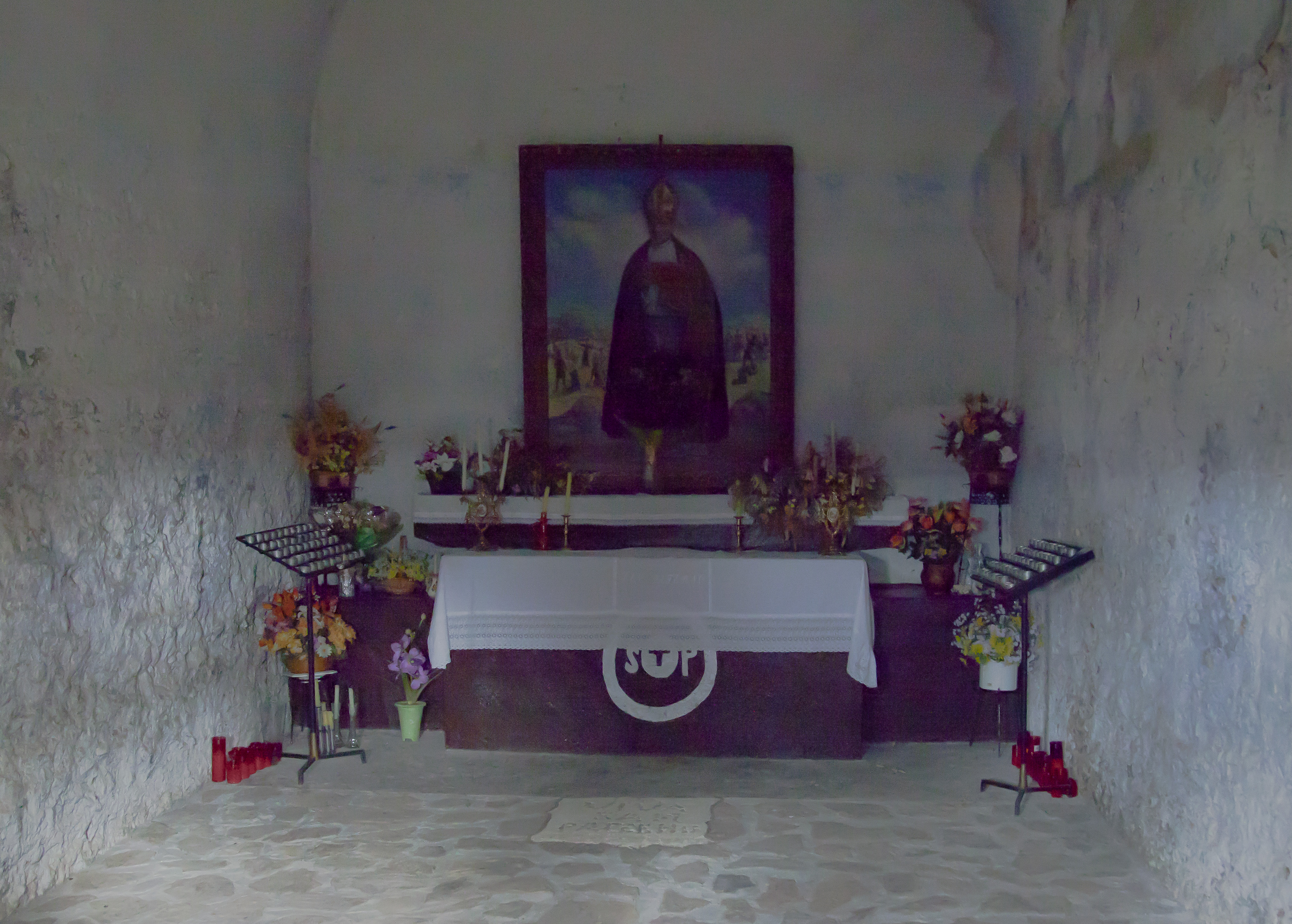
Ermita del cerro de Bámbola.
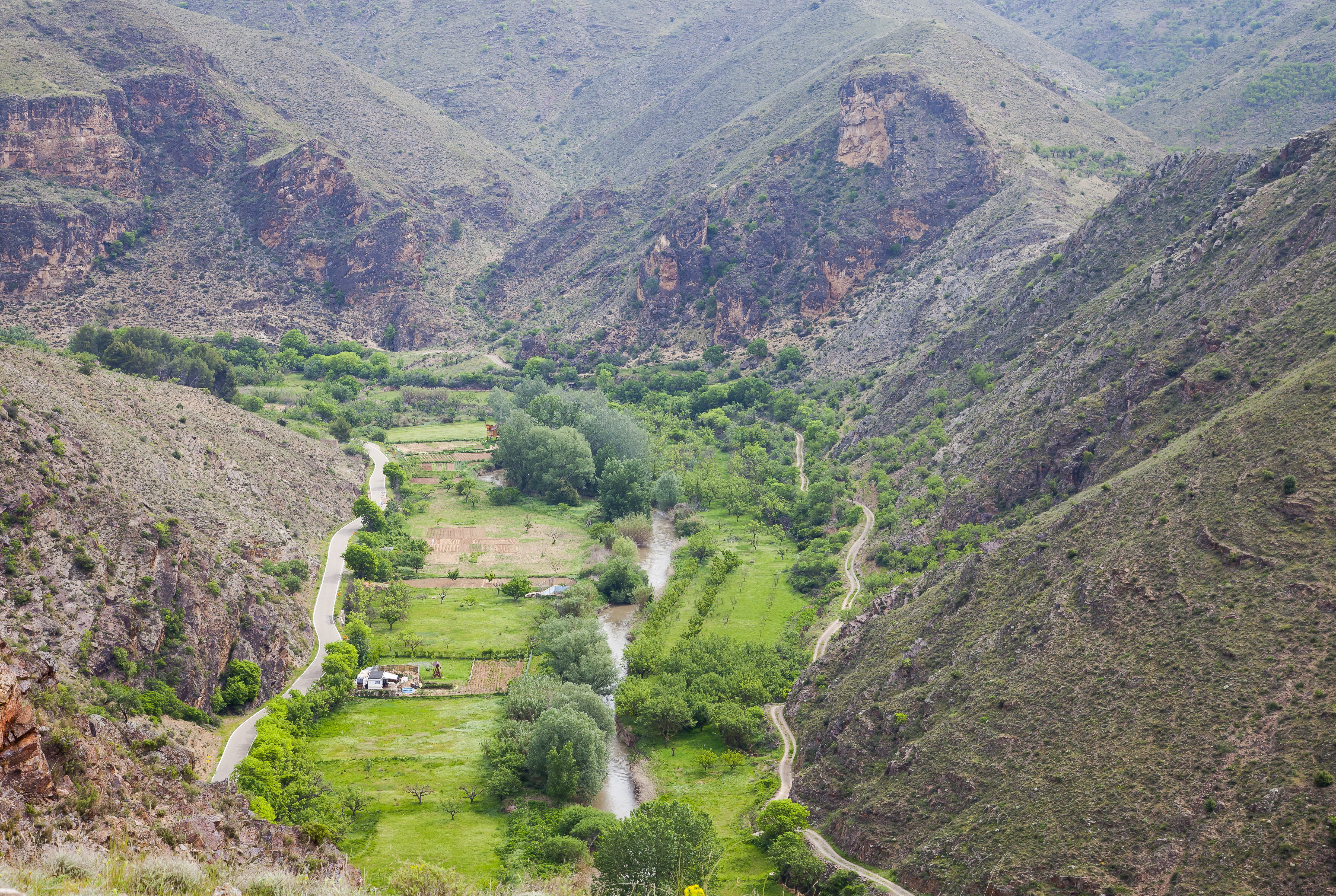
Hoces del río Jalón.
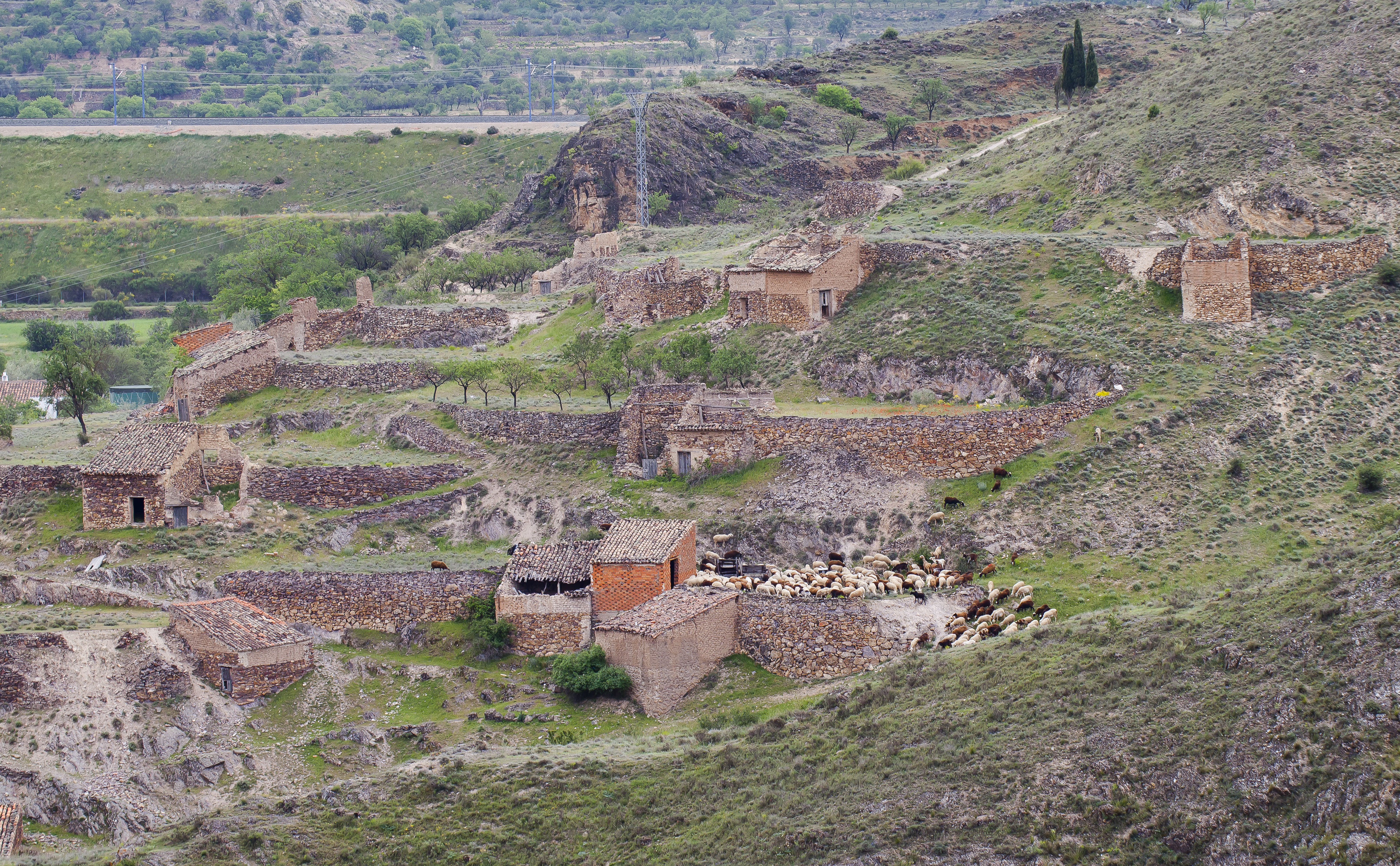
Vista de Huérmeda.
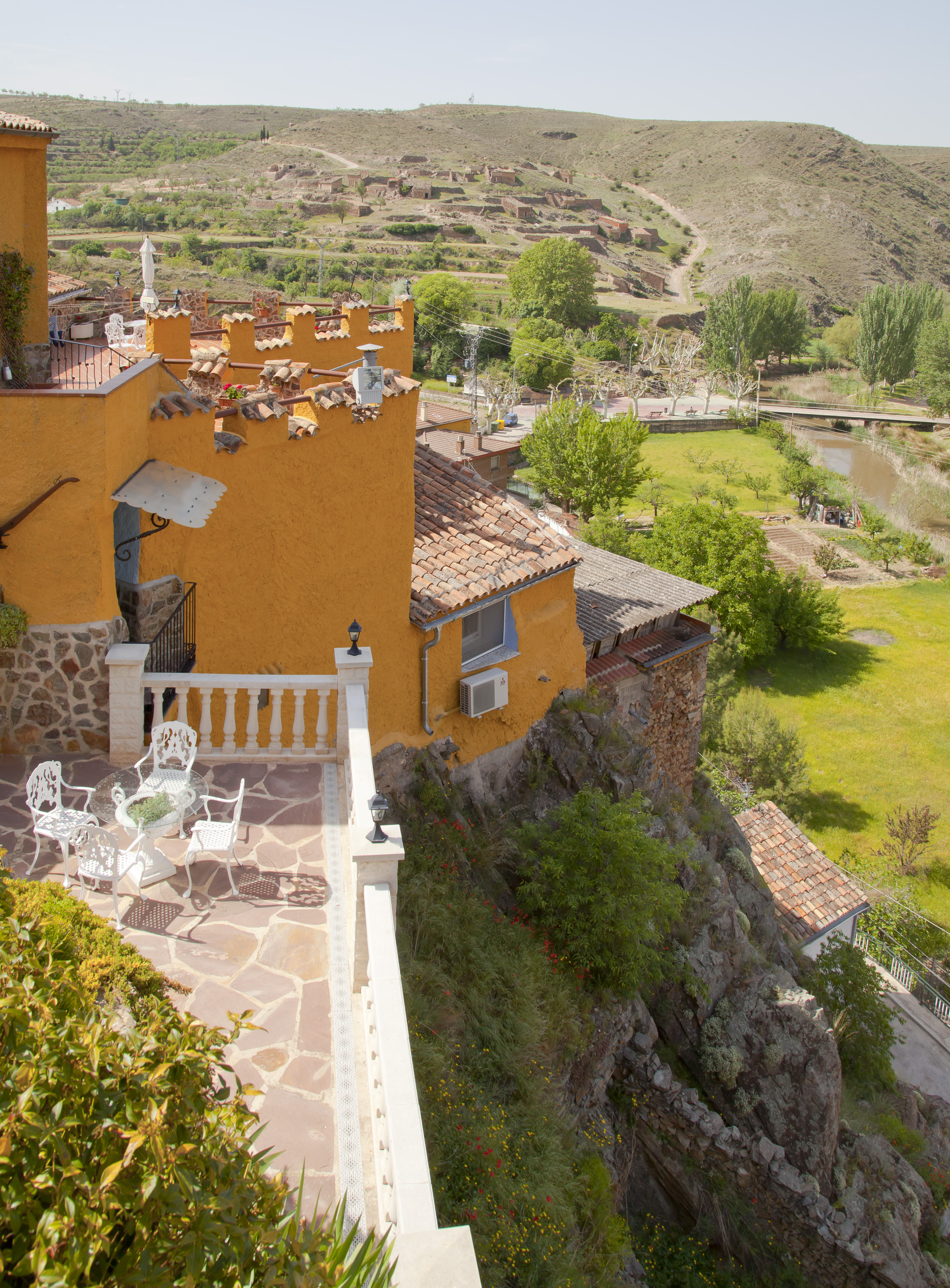
Vista de la localidad.
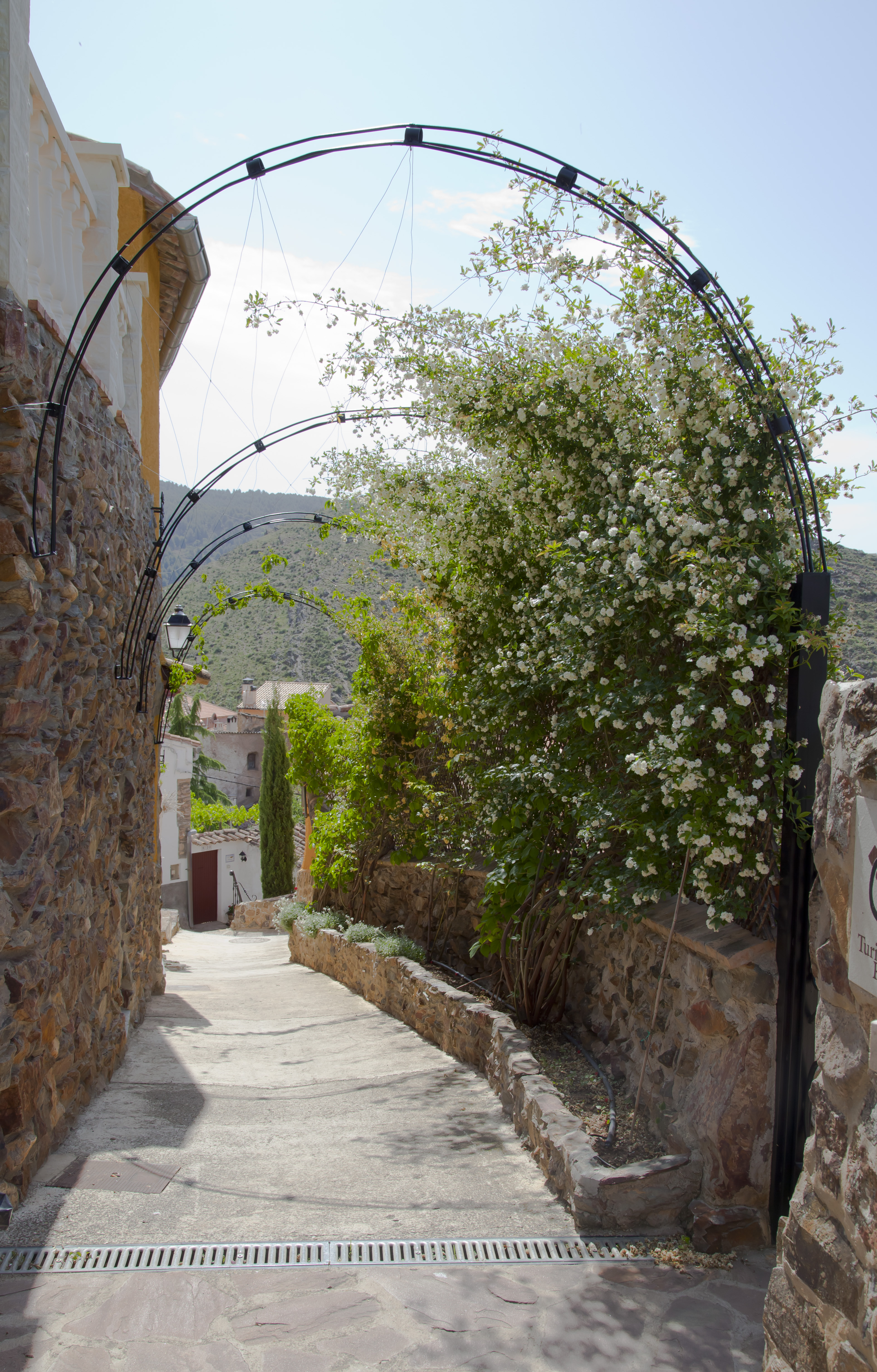
Calle en el centro.
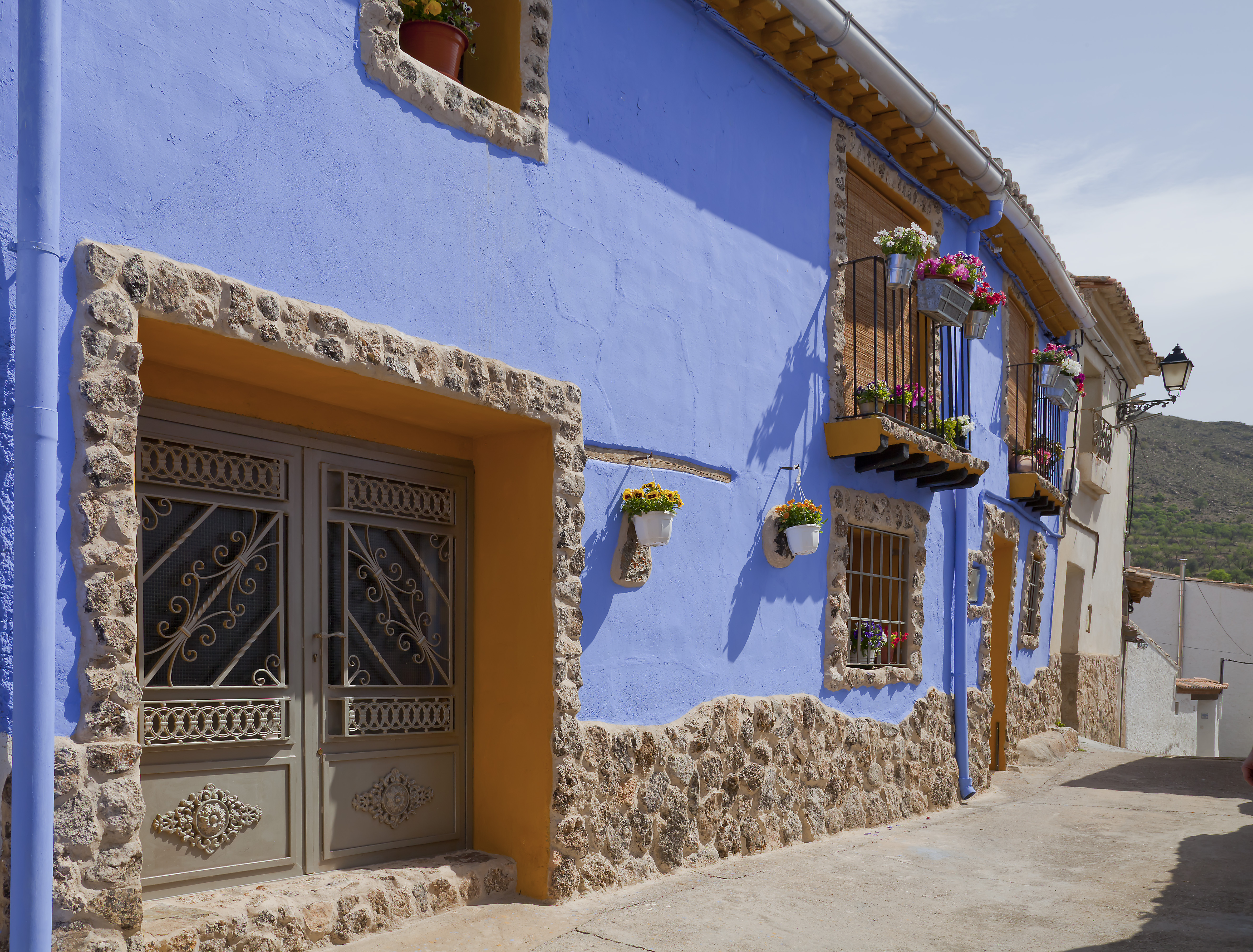
Casa colorida en la localidad.
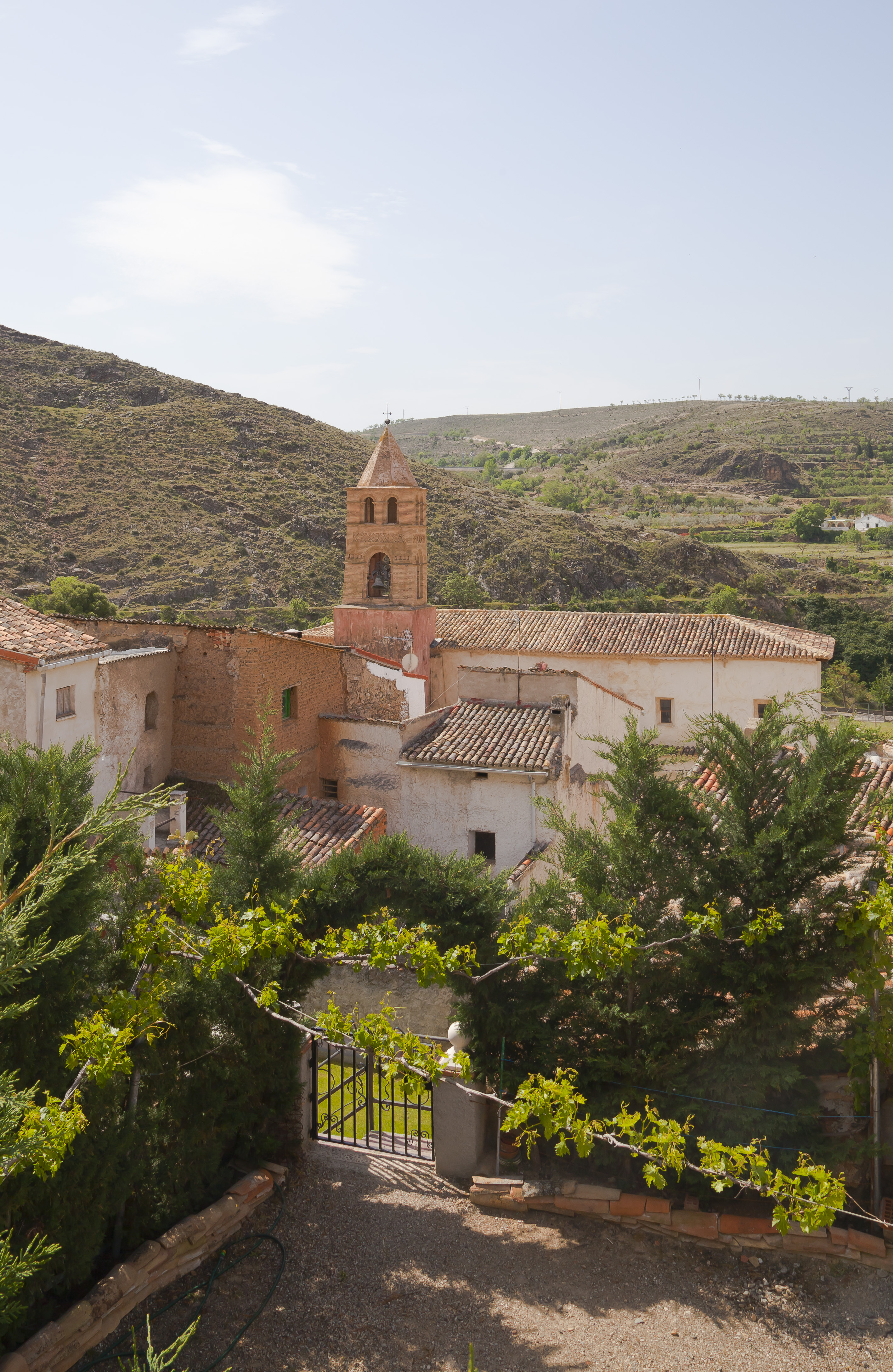
Iglesia de San Gil.
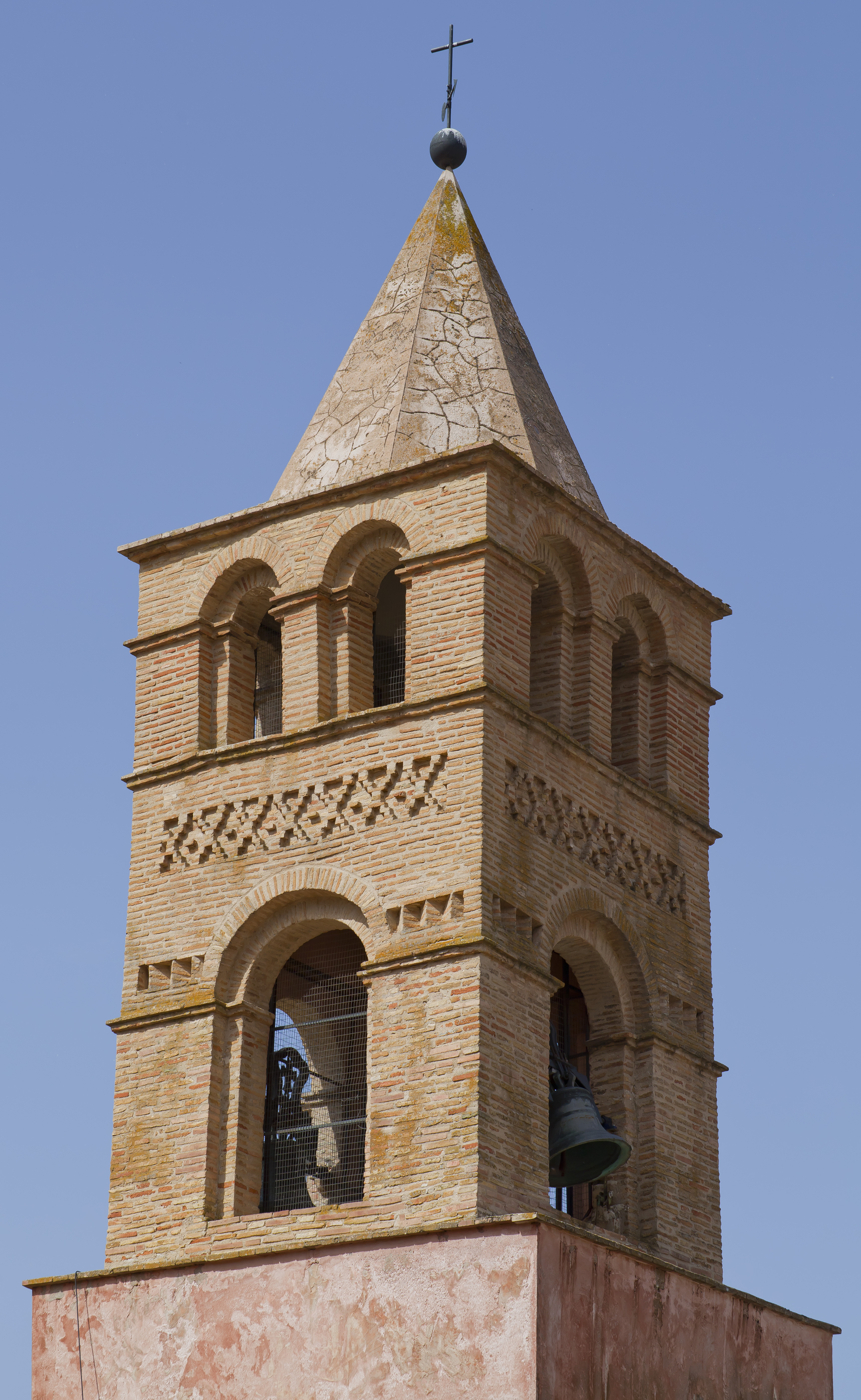
Iglesia de San Gil.